# マウス銀河
マウス銀河(Mice Galaxies)は、かみのけ座の方角にある2つの渦巻銀河である。地球から約2億9000万光年離れており、現在、衝突と融合の過程にある。その名前は、銀河潮汐力によって形成された長い尾に由来する。かみのけ座銀河団に属し、将来的には融合すると考えられている。
この銀河の色は特徴的である。上にある銀河（NGC4676A、写真では右側）の核はいくらか暗く、青白い渦状腕の残骸に囲まれている。尾は、通常の渦巻銀河の渦状腕が黄色で始まって青色で終わっているのに対して、青色で始まって黄色で終わっている。下にある銀河（NGC4676B、写真では左側）は通常の色に近く、黄色の核を持ち、渦状腕の残骸である2つの青色の弧を持つ。
この銀河は、2002年にハッブル宇宙望遠鏡で撮影された。マウス銀河の後ろには130億光年以上先の銀河が3200個はあると言われている。